# أنيتا بريكا
أنيتا بريكا (بالكرواتية: Aneta Peraica) مواليد 29 يوليو 1985 في زغرب، هي لاعبة كرة يد كرواتية تلعب كجناح أيمن. مثلت منتخب كرواتيا لكرة اليد للسيدات.

## سجل المنافسة
شاركت في البطولات التالية:
- بطولة أوروبا لكرة اليد للسيدات 2012
- بطولة أوروبا لكرة اليد للسيدات 2014